# ستيف ديفيس (لاعب كرة قاعدة)
ستيف ديفيس (بالإنجليزية: Steve Davis)‏ هو لاعب كرة قاعدة أمريكي، ولد في 4 أغسطس 1960 في سان أنطونيو في الولايات المتحدة.

## وصلات خارجية
- ستيف ديفيس على موقعبيزبول رفرنس.كوم (الدوري الرئيسي) (الإنجليزية)
- ستيف ديفيس على موقعبيزبول رفرنس.كوم (الدوري الثانوي) (الإنجليزية)